# Semiha Mutlu
Semiha Mutlu (ur. 5 marca 1987 w Sivasie) – turecka lekkoatletka specjalizująca się w chodzie sportowym, uczestniczka igrzysk olimpijskich w 2012 roku. 

## Igrzyska olimpijskie
Wzięła udział w igrzyskach olimpijskich w Londynie w 2012 roku. W chodzie na 20 kilometrów uzyskała czas 1:35:33, dzięki któremu zajęła 47. miejsce. 
W 2015 została wykluczona z uprawiania sportu na 30 miesięcy z powodu wykrycia odchyleń w jej paszporcie biologicznym. 